# 正則圖
圖論中，正則圖（英語：regular graph）或正規圖是每個頂點都有相同數目的相鄰點的圖，即每個頂點都有相同的度。一個正則的有向圖也必須滿足對於每個頂點，其入度與出度相同。若每個頂點的度均為 {\displaystyle k}，稱為 {\displaystyle k}-正則圖（英語：k-regular graph）。

## 特殊例
度數至多為 2 的正則圖很容易分類：

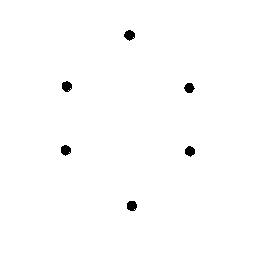
0-正則圖是不相連的頂點組成
1-正則圖由不相連的邊組成
2-正則圖由不相連的環和無限鏈的互斥聯集互斥聯集組成
3-正則圖

而 3-正則圖稱為立方圖或三次圖。4-正則圖則稱為四次圖（quartic graph）。同樣地，對於 {\displaystyle k=5,6,7,8,\ldots } 的 k-正則圖，可以分別稱為五次（quintic）、六次（sextic）、七次（septic）、八次（octic）圖等。
強正則圖中，每對相鄰頂點都有 {\displaystyle l} 個共同鄰居，每對非相鄰頂點也有 {\displaystyle n} 個共同鄰居。最小的、正則而非強正則的圖是 6 個頂點的循環圖和環狀圖環狀圖。
- 強 2-正則圖，稱為彼得森圖
- 強 5-正則圖，稱為克萊布殊圖

完全圖 {\displaystyle K_{m}} 為對任意 {\displaystyle m} 都是強正則圖。
- 0-正則圖
- 1-正則圖
- 2-正則圖
- 3-正則圖

## 性質
根據度求和公式，{\displaystyle n} 個頂點的 {\displaystyle k}-正則圖（稱為 {\displaystyle n} 階 {\displaystyle k}-正則圖）有 {\displaystyle {\frac {nk}{2}}} 條邊，{\displaystyle n} 或 {\displaystyle k} 至少其中一個是偶數。
納許-威廉斯的定理指出，任何在 {\displaystyle 2k+1} 個頂點上的 {\displaystyle k}-正則圖都包含一個漢米頓迴圈。
令 {\displaystyle A} 為圖的鄰接矩陣。則此圖是正則圖的充要條件是向量 {\displaystyle {\textbf {j}}=(1,\dots ,1)} 是 {\displaystyle A} 的一個特徵向量。這個特徵向量對應的特徵值即圖的常數度數。與其他特徵值對應的特徵向量 {\textstyle v=(v_{1},\dots ,v_{n})} 與 {\displaystyle {\textbf {j}}} 正交，因此對於這些特徵向量，我們有 {\textstyle \sum \limits _{i=1}^{n}v_{i}=0}。
一個度數為 {\displaystyle k} 的正則圖是連通的，若且唯若特徵值 {\displaystyle k} 的重數為一。「唯若」的推導方向是 Perron–Frobenius 定理的推論。
還有一個判斷正則連通圖的準則：
一個圖是連通且正則的，當且僅當全一矩陣 {\displaystyle J}（其中 {\displaystyle J_{ij}=1}）屬於該圖的鄰接代數（ 即 {\displaystyle J} 可以表示為鄰接矩陣 {\displaystyle A} 各次冪的線性組合）。
假設 G 是一個直徑為 D 的 {\displaystyle k}-正則圖，其鄰接矩陣的特徵值為 {\textstyle k=\lambda _{0}>\lambda _{1}\geq \cdots \geq \lambda _{n-1}}。如果 G 不是二分圖，則有：
{\displaystyle D\leq {\frac {\log {(n-1)}}{\log(\lambda _{0}/\lambda _{1})}}+1.}

## 存在性
{\displaystyle n} 階 {\displaystyle k}-正則圖存在若且唯若自然數 {\displaystyle n} 和 {\displaystyle k} 滿足以下兩個條件：
1. {\displaystyle n\geq k+1}
2. {\displaystyle nk} 是偶數

證明：若一個具有 {\displaystyle n} 個頂點的圖是 {\displaystyle k}-正則的，則任何頂點 {\displaystyle v} 的度數 {\displaystyle k} 不可能超過除了 {\displaystyle v} 之外的其他 {\displaystyle n-1} 個頂點。因此，{\displaystyle k\leq n-1}，即 {\displaystyle n\geq k+1}。此外，根據握手引理，圖中所有頂點的度數之和（即 {\displaystyle nk}）必須是邊數的兩倍，所以 {\displaystyle nk} 必然是偶數。意味著 {\displaystyle n} 和 {\displaystyle k} 中至少有一個必須是偶數，進而它們的乘積 {\displaystyle nk} 也是偶數。
反之若 {\displaystyle n} 和 {\displaystyle k} 是滿足上述不等式 {\displaystyle n\geq k+1} 和奇偶性條件（{\displaystyle nk} 為偶數）的兩個自然數，則確實存在一個 {\displaystyle k}-正則的環狀圖{\textstyle C_{n}^{s_{1},\ldots ,s_{r}}}，其階數為 {\displaystyle n}。這裡 {\textstyle s_{i}} 表示最小的「跳躍（jump）」值，使得索引相差 {\textstyle s_{i}} 的頂點是相鄰的。
- 若 {\displaystyle k} 是偶數，則 {\displaystyle k=2r}。此時，我們可以選擇跳躍值為 {\textstyle (s_{1},\ldots ,s_{r})=(1,2,\ldots ,r)}。
- 若 {\displaystyle k} 是奇數，則 {\displaystyle n} 必須是偶數（因為 {\displaystyle nk} 是偶數），假設 {\displaystyle n=2m}。此時 {\displaystyle k=2r-1}，且跳躍值可以選擇為 {\displaystyle (s_{1},\ldots ,s_{r})=(1,2,\ldots ,r-1,m)}。

如果 {\textstyle n=k+1}，那麼這個環狀圖就是一個完全圖。